# チャクラ開き
『チャクラ開き』は、ヒカシューとチャラン・ポ・ランタンがコラボし「ヒカシューfeaturingチャラン・ポ・ランタン」名義で、ミニ・アルバム。2013年12月25日にBRIDGE-INCよりクリスマスに合わせ発売。ジャケットは、ヒカシューとチャラン・ポ・ランタン写真。

## 楽曲解説
特記事項無き限り、出典はチャクラ開きの「歌詞カード」。
天国を覗きたい
チャラン・ポ・ランタンによるカバー。ヒカシューのアルバム「人間の顔」にも収録されている。大幅にアレンジされ、巻上公一とももによるデュエット曲となっている。
モスラの歌
チャラン・ポ・ランタンによるカバー。原案は本田猪四郎、田中友幸、関沢新一、古関裕而。この曲のみ井上誠がシンセサイザーとして参加している。
ダメかな？
三田超人のバンド「ル・インチ」で古くから演奏されていた。ボーカルは三田超人。

## 収録曲
1. 天国を覗きたい
  - 作詞:巻上公一／作曲:野本和浩
2. モスラの歌
  - 原案:本多猪四郎、田中友幸、関沢新一、古関裕而／編曲:ヒカシュー
3. ダメかな？
  - 作詞:三田超人／作曲:巻上公一
4. チャクラ開き
  - 作詞:巻上公一／作曲:ヒカシュー
5. 黄ばんだバンダナ
  - 作詞・作曲:三田超人

## 参加ミュージシャン
ヒカシュー
- 巻上公一 - ボーカル(#1,4)、語り(#2)、テルミン、コルネット、口琴
- 三田超人 - ボーカル(#3,5)、ギター
- 坂出雅海 - ベースギター
- 清水一登 - ピアノ、シンセサイザー、バスクラリネット
- 佐藤正治 - ドラムス、パーカッション
- 井上誠 - シンセサイザー(#2)

チャラン・ポ・ランタン
- もも - ボーカル(#1,2)
- 小春 - アコーディオン(#1,2)、バッキングボーカル(#1,2)